# مهدي خان كندي
مهدي خان كندي (بالفارسية: مهدی‌خان‌کندی) هي مستوطنة تقع في قسم تشاراويماق المركزي في إيران.